# Hete Jupiter

Artiestenindruk van Osiris (een hete Jupiter) rond de ster HD209458.

Een hete Jupiter (Engels: Hot Jupiter) is een planeet met een massa vergelijkbaar met of zwaarder dan Jupiter die op een zeer kleine afstand om een ster heen draait, waardoor de omlooptijd slechts enige dagen is. Hete Jupiters zijn makkelijk te vinden exoplaneten omdat men de ster slechts kort hoeft te observeren om veranderingen in de lichtsterkte te zien, of de ster te zien bewegen als gevolg van de zwaartekracht die de planeet op de ster uitoefent.
Bij de ontdekking van de eerste hete Jupiter in een baan rond 51 Pegasi begin jaren '90 verbaasde de wetenschap zich erover dat een dergelijke planeet kon bestaan, omdat dit niet te rijmen was met de theorieën omtrent het ontstaan van het zonnestelsel.
Om het waargenomen fenomeen met de bestaande theorie te rijmen neemt men aan dat de planeten op grotere afstand gevormd worden en door gravitationele interactie met de protoplanetaire schijf waaruit ze ontstaan naar binnen bewegen. De naar binnen migrerende planeten worden op een gegeven moment door getijdekrachten in een stabiele baan gedwongen zodat ze niet door de moederster worden opgeslokt.

## Kenmerken van hete Jupiters
- Een massa die gelijk is aan of groter die van de planeet Jupiter (1,9 · 1027 kg).
- De kans op een overgang ten opzichte van hun ster is groot in vergelijking met planeten met dezelfde massa die in een grotere baan om hun ster heen draaien.
- Een geringe dichtheid vanwege de hoge insolatie.
- Ze moeten zich op grotere afstand van hun ster hebben gevormd, waarna planetaire migratie heeft plaatsgevonden.
- Een lage excentriciteit, doordat hun banen als gevolg van libratie bijna cirkelvormig zijn geworden.
- Zeer hoge windsnelheden, waardoor het verschil in temperatuur tussen dag en nacht (dus tussen de naar de ster toe gerichte zijde en de zijde die daarvan is afgekeerd) niet groot is doordat de warmte voortdurend wordt getransporteerd.
- De sterren waar ze omheen draaien zijn overwegend van het type-F en type-G. Een hete Jupiter rond een Type-K hoofdreeksster is zeldzamer, en een hete Jupiter die om een rode dwerg heen draait komt bijna niet voor.

## Voorbeelden
Voorbeelden van hete Jupiters zijn:
- 55 Cancri b
- WASP-1b
- Upsilon Andromedae b
- HD 189733 b
- 51 Pegasi b
- Kepler-8b
- Nachtwacht (HAT-P-6b)